# Mohsin Harthi
Mohsin Harthi (17 luglio 1976) è un ex calciatore saudita, di ruolo difensore.

## Carriera
Ha giocato per lunga parte della sua carriera nell'Al-Nasr.
È stato anche convocato ai Mondiali 2002 senza mai scendere in campo.